# Annica Åhlén
Annica Åhlen, född 17 januari 1975 i Trångsund, är en svensk ishockeymålvakt vars moderklubb är Trångsunds IF. Hon är med i Sveriges damlandslag i ishockey under EM och VM för Sverige sedan 1989. Hon har tilldelats Damernas Stora Märke.

## Meriter
- EM-guld 1996
- SM-guld 1998
- OS-debut i Nagano 1998,
- OS-brons 2002 i Salt Lake City.
- representerade AIK 2006/2007, resulterade i EM- och SM-guld.